# I Really Wish I Hated You
I Really Wish I Hated You è un singolo del gruppo musicale statunitense Blink-182, pubblicato nel 2019 ed estratto dall'album Nine.
È stato scritto dal bassista Mark Hoppus, il batterista Travis Barker, il chitarrista Matt Skiba nonché dai produttori Andrew Watt e John Feldmann e dai cantautori Ali Tamposi e Nathan Perez.

## Tracce
Download digitale
1. I Really Wish I Hated You – 3:11

## Formazione
- Mark Hoppus – voce, basso
- Matt Skiba – chitarra
- Travis Barker – batteria, percussioni